# 阿齐兹·阿赫努什
阿齐兹·阿汉努什（阿拉伯语：‎；1961年—），摩洛哥企业家、政治人物，亿万富翁，2021年9月起担任摩洛哥首相。他也是阿克瓦集团首席执行官，曾在2007年至2021年担任摩洛哥农业部长。

## 生平
阿汉努什于1961年出生在摩洛哥南部的苏斯-马塞地区。1986年，他自加拿大魁北克舍布鲁克大学管理学专业毕业。
阿汉努什的父亲艾哈迈德创办了阿克瓦集团，主要从事石油和天然气产业，也经营电信，旅游，酒店和房地产行业。他继承父亲的产业，成为阿克瓦集团首席执行官，从而跻身亿万富翁之列。2013年11月，福布斯估测其净身家14亿美元。2020年福布斯非洲富豪资产排行榜中，阿汉努什排行第12位。
阿汉努什自2003年至2007年担任蘇斯-馬塞-德拉大區议会主席，为全国独立人士联盟党一员。自2007年至2021年一直担任摩洛哥农业部长。2012年1月2日，他决定退出全国独立人士联盟党。
2013年8月23日至10月9日，担任临时财政部长。2016年10月29日，他重新加入全国独立人士联盟党，并当选为党魁。
2020年3月，通过阿克瓦集团下属的阿夫里基亚（Afriquia）公司向摩洛哥冠状病毒疫情基金捐款十亿迪拉姆，约合1.03亿美元。
2021年摩洛哥大選中，全国独立人士联盟党胜选，赢得了395个议会席位中的102个席位。2021年9月10日，国王穆罕默德六世宣布他将接替萨阿德丁·奥斯曼尼担任首相。

## 个人生活
阿齐兹·阿汉努什的妻子萨勒瓦·伊德里西·阿汉努什也是商人，从事销售业，掌管摩洛哥国内的一些加盟连锁品牌，如蓋璞、飒拉、老佛爷百货等。二人育有3个子女。